# Дербес, Эухенио
Эухе́нио Александрино Гонсалес Дербес (исп. Eugenio Alexandrino González Derbez; род. 2 сентября 1961) — мексиканский актёр, режиссёр, сценарист и продюсер.

## Ранние годы
Эухенио Дербес родился в семье известной мексиканской актрисы Сильвии Дербес и писателя-публициста Эухенио Гонсалеса Саласа. В раннем детстве мальчик познакомился с творческой богемой, коротал часы за кулисами театров и на съёмочных площадках, а в 12 лет и сам засветился на телевидении — подростку дали роль второго плана в теленовелле. Затем последовал ряд незначительных работ на телевидении.
В школьные годы занимался танцами, музыкой и вокалом; всё это пригодилось ему в будущем: в 19 лет юноша окончательно определился с профессией и поступил на курсы актёрского мастерства, после окончания которых стал театральным актёром.

## Личная жизнь
Первой супругой Эухенио Дербеса стала коллега по цеху — актриса Виктория Руффо, сыгравшая главную роль в сериале «Просто Мария». Они поженились в 1992 году. Брак, в котором родился сын Хосе Эдуардо Дербес, распался, продержавшись менее пяти лет.
В 2012 году актёр сочетался браком с Алессандрой Росальдо — моделью и актрисой, бывшей солисткой группы Sentidos Opuestos. Молодожёны сыграли пышную свадьбу, на которую было приглашено 700 гостей; трансляцию мероприятия можно было наблюдать в Интернете. В этом союзе появилась дочь Айтана. Семья живёт в Лос-Анджелесе.
У актёра также есть два внебрачных, но признанных им наследника — сын Вадир и дочь Айслин. Хосе Эдуардо, Вадир и Айслин пошли по стопам отца и делают успехи в кино.
Дербес активно занимается благотворительностью. Эухенио следит за здоровьем, несколько лет назад влился в ряды вегетарианцев.

## Избранная фильмография
| Год       |    | Русское название                  | Оригинальное название              | Роль                            |
| --------- | -- | --------------------------------- | ---------------------------------- | ------------------------------- |
| 1981      | с  | Качун качун ра ра!                | Cachún cachún ra ra!               | Эухенио                         |
| 1997      | с  | Женщина, случаи из реальной жизни | Mujer, casos de la vida real       | н/д                             |
| 2000      | с  | Личико ангела                     | Carita de angel                    | Мил Карас                       |
| 2006      | ф  | Блондинка в шоколаде              | Pledge This!                       | Хосе                            |
| 2007      | ф  | Под одной луной                   | La Misma Luna                      | Энрике                          |
| 2008      | ф  | Крошка из Беверли-Хиллз           | Beverly Hills Chihuahua            | хозяин магазина                 |
| 2011      | ф  | Такие разные близнецы             | Jack and Jill                      | Фелипе / бабушка Фелипе         |
| 2012      | ф  | Трудный возраст                   | Girl in Progress                   | Эмилио                          |
| 2012      | мф | Тед Джонс и Затерянный город      | Las aventuras de Tadeo Jones       | Фредди                          |
| 2013      | мф | Суперкоманда                      | Metegol                            | Рико                            |
| 2013      | ф  | Инструкции не прилагаются         | No se aceptan devoluciones         | Валентин Браво                  |
| 2014      | с  | Управление гневом                 | Anger Management                   | Юджин                           |
| 2014      | мф | Книга жизни                       | The Book of Life                   | Чато                            |
| 2017      | ф  | Сэнди Уэкслер                     | Sandy Wexler                       | Рамиро Алехандро                |
| 2017      | ф  | Геошторм                          | Geostorm                           | Эл Эрнандес                     |
| 2018      | ф  | За бортом                         | Overboard                          | Леонардо Монтенегро             |
| 2018      | ф  | Щелкунчик и четыре королевства    | The Nutcracker and the Four Realms | король Страны Цветов Боярышник  |
| 2019      | мс | Мой шумный дом                    | The Loud House                     | доктор Сантьяго                 |
| 2019      | мф | Angry Birds 2 в кино              | The Angry Birds Movie 2            | Гленн                           |
| 2019      | ф  | Дора и затерянный город           | Dora and the Lost City of Gold     | Алехандро                       |
| 2019      | мс | Елена — принцесса Авалора         | Elena of Avalor                    | Гильермо                        |
| 2019—2022 | мс | Касагранде                        | The Casagrandes                    | доктор Артуро Сантьяго          |
| 2021      | ф  | CODA: Ребёнок глухих родителей    | CODA                               | Бернардо «мистер Ви» Вильялобос |